# Nick de Firmian
Nicholas Ernest (Nick) de Firmian (nascut el 26 de juliol de 1957 a Fresno, Califòrnia), és un jugador d'escacs estatunidenc, que té el títol de Gran Mestre des de 1985. És també escriptor d'escacs, molt conegut per la seva participació en les 13a, 14a, i 15a edicions de l'important tractat d'obertures Modern Chess Openings.
Graduat en física per la Universitat de Califòrnia, Berkeley, de Firmian fou fundador de Prochess, una associació de GMs dedicada a promocionar els escacs als Estats Units. Resideix actualment a Dinamarca amb la seva dona, Christine, que és també jugadora d'escacs i exmembre de l'equip nacional d'escacs de Dinamarca.
A la llista d'Elo de la FIDE d'octubre de 2014, hi tenia un Elo de 2505 punts, cosa que en feia el jugador número 32 (en actiu) dels Estats Units. El seu màxim Elo va ser de 2610 punts, a la llista de gener de 1999 (posició 62 al rànquing mundial).

## Resultats destacats en competició
De Firmian ha guanyat tres cops el Campionat dels Estats Units, el 1987 (amb Joel Benjamin), 1995, i 1998. També va empatar al primer lloc el 2002, però Larry Christiansen va guanyar el playoff.
El 1982 empatà al primer lloc al World Open de Filadèlfia amb 6/8 punts. Posteriorment, el 1986, guanyaria el torneig en solitari, amb 7½/9 punts.
Ha representat els Estats Units en diversos Interzonals, i a nivell d'equips a les Olimpíades de 1980, 1984, 1986, 1988, 1990, 1996, 1998 i 2000. De Firmian va obtenir el títol de Mestre Internacional el 1979 i el de GM el 1985. Va guanyar el Campionat obert del Canadà el 1983. El 1986, va guanyar el World Open (que tenia un primer premi de 21.000$, en aquell moment un rècord per un torneig suís).

## Escriptor d'escacs
De Firmian és un reputat expert en obertures i el 1990 va revisar la 13a edició (MCO-13) de Modern Chess Openings. El 1999 va escriure'n la 14a edició (MCO-14), la qual, juntament amb Nunn's Chess Openings (NCO), és considerada una obra de referència en anglès. També va col·laborar en la preparació del llibre d'obertures per a l'ordinador d'IBM Deep Blue en el seu reeixit matx de 1997 contra Garri Kaspàrov.
El 2006 va revisar i ampliar el llibre clàssic (de 1921) "Fonaments dels escacs", de Capablanca. Aquesta edició va ser severament criticada per l'historiador dels escacs Edward Winter, qui va dir que en de Firmian havia "destruït" el llibre canviant els textos de Capablanca, eliminant partides incloses en edicions anteriors, i afegint-ne d'altres no jugades per en Capablanca. De Firmian també ha escrit la 15a edició de Modern Chess Openings, la qual va ser publicada l'abril de 2008.

## Publicacions
- Nick de Firmian; Korn, Walter. Modern Chess Openings. 13.  A. & C. Black, 1990.
- Nick de Firmian. Modern Chess Openings. 14.  Random House, 1999. ISBN 0-8129-3084-3.
- Nick de Firmian; Fedorowicz, John. The English Attack.  Sterling, 2004. ISBN 978-0-945806-14-1.
- José Capablanca and Nick de Firmian. Chess Fundamentals (Completely Revised and Updated for the 21st Century).  Random House, 1921, 2006. ISBN 0-8129-3681-7.
- Nick de Firmian. Modern Chess Openings. 15.  Random House, 2008.